# Diego Barros Ortiz
Diego Barros Ortiz (Viena, 2 de marzo de 1908-Santiago de Chile, 27 de diciembre de 1990) fue un aviador y poeta chileno.

## Primeros años de vida
Hijo del general Tobías Barros Merino y de Julia Ortiz García. Barros Ortiz nació en Viena pues su padre era adicto militar ante el Imperio Austro-Húngaro, llegando a Chile con tres años de edad.
Realizó sus estudios en el Instituto Nacional y en el Internado Nacional Barros Arana. Egresó de la Escuela Militar en 1928 como  Oficial del Arma de Artillería.
En el año 1927 fue uno de los sobrevivientes de la Tragedia de Alpatacal. Ingresa a la Escuela de Aeronáutica Militar en 1929. En la Fuerza Aérea fue piloto de guerra, Comandante del Grupo N°5 de Puerto Montt. Fue General de Brigada Aérea, Comandante en Jefe de la Fuerza Aérea de Chile entre 1955-1961.
Contrajo matrimonio con Ester Plaza, de quien enviudó y con quien tuvo tres hijas. Casado en segundas nupcias con Hortencia Melet Serra, siendo padres de 2 hijos.

## Vida pública
A la par de su cargo como Comandante de la Fuerza Aérea, fue Ministro de Educación entre 1957-1958, durante el segundo gobierno de Carlos Ibañez del Campo.
Fue poeta desde muy joven, con 14 años escribió el poema Don Diego Calatrava. Fue el autor de «Camaradas» el Himno de la Fuerza Aérea de Chile, el de los Grupos de Aviación 1, 4 y 5. Autor del himno de la Policía de Investigaciones de Chile en 1974. Fue autor de canciones como «Bajando pa´ Puerto Aysén», «Bajo el sauzal», «Niña de los ojos claros», «Porque tengo pena» o «Guitarra, mujer y penas».
Diego Barros Ortiz falleció en el Hospital de la Fuerza Aérea el 27 de diciembre de 1990, a los 82 años de edad. Fue sepultado en el mausoleo de la Fuerza Aérea en el Cementerio General.